# Uroleucon bereticum
Uroleucon bereticum är en insektsart som först beskrevs av Blanchard 1922.  Uroleucon bereticum ingår i släktet Uroleucon och familjen långrörsbladlöss. Inga underarter finns listade i Catalogue of Life.